# Лосицкий повет
Лосицкий повет (пол. Powiat łosicki) — повет (район) в Польше, входит как административная единица в Мазовецкое воеводство. Центр повета — город Лосице. Занимает площадь 771,77 км². Население — 32 101 человек (на 2013 год).

## Административное деление
- города: Лосице
- городско-сельские гмины: Гмина Лосице
- сельские гмины: Гмина Хушлев, Гмина Ольшанка, Гмина Плятерув, Гмина Сарнаки, Гмина Стара-Корница

## Демография
Население повета дано на 2013 год.
| Перепись            | Всего  | Мужчины | Женщины |
| ------------------- | ------ | ------- | ------- |
| Всего               | 32 101 | 16 021  | 16 080  |
| Городское население | 7099   | 3404    | 3695    |
| Сельское население  | 25 002 | 12 617  | 12 385  |